# Cappelle-en-Pévèle

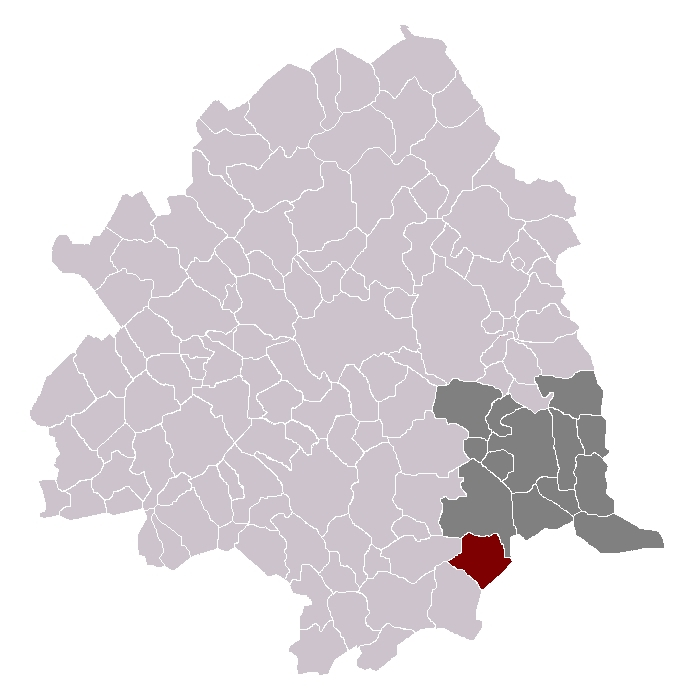
Ubicació de Cappelle-en-Pévèle dins del cantó i el districte

Cappelle-en-Pévèle és un municipi francès, situat a la regió dels Alts de França, al departament del Nord. L'any 2006 tenia 1.891 habitants. Limita al nord amb Templeuve-en-Pévèle, a l'est amb Nomain, al sud-est amb Auchy-lez-Orchies, al sud-oest amb Bersée i a l'oest amb Mérignies.

## Demografia
| 1962                                       | 1968  | 1975  | 1982  | 1990  | 1999  | 2006  |
| ------------------------------------------ | ----- | ----- | ----- | ----- | ----- | ----- |
| 1.290                                      | 1.361 | 1.600 | 1.823 | 1.725 | 1.959 | 1.891 |
| Des de 1962: població sense dobles comptes |       |       |       |       |       |       |

## Administració
| Període | Identitat        | Partit |
| ------- | ---------------- | ------ |
| 2001-   | Bernard Chocraux |        |